# Oar megearia
Oar megearia är en fjärilsart som beskrevs av Charles Oberthür 1881. Oar megearia ingår i släktet Oar och familjen mätare. Inga underarter finns listade i Catalogue of Life.